# Torre Gioia 22
A Torre Gioia 22 é um arranha-céu da cidade de Milão, na Itália. 

## História
O projeto da torre, obra do arquiteto Gregg Jones da Pelli Clarke Pelli, foi apresentado em 16 de novembro de 2017. As obras de construção começaram em 2018 com a demolição de um edifício dos anos 1960 que estava abandonado desde 2012.

## Descrição
O edifício tem 121 metros de altura e 25 andares.